# Campeonato Mundial de Baloncesto Sub-21 Femenino de 2007
El Campeonato Mundial de Baloncesto Sub-21 Femenino de 2007 fue la segunda y última edición de este torneo. Se realizó en la ciudad de Vídnoye, Rusia entre el 29 de junio y el 8 de julio de 2007.
Estados Unidos logró el título de manera invicta con un récord de 8-0.

## Formato de competición
En la primera fase, las 12 selecciones participantes fueron divididas en dos grupos de seis equipos cada uno  donde jugaron todos contra todos. Los primeros cuatro equipos clasificados de cada grupo jugaron los cuartos de final y los dos últimos quedaron eliminados.
En la fase final los 8 mejores equipos se organizaron de tal forma que se enfrentaron el primero del grupo A contra el cuarto clasificado del grupo B, el segundo del grupo A frente al segundo del grupo B y así sucesivamente. En esta fase se jugó por eliminación directa hasta quedar los dos equipos que disputaron la final para definir el ganador del campeonato. Los equipos eliminados en semifinales se enfrentaron también para definir el 3.º puesto y los cuatro eliminados en cuartos de final jugaron del 5.º al 8.º puesto. 
Los cuatro equipos eliminados en la primera fase jugaron para dirimir sus posiciones finales del 9.º al 12.º puesto.

## Primera fase

### Grupo A
| Equipo  | PJ | PG | PP | PF  | PC  | Pts |
| ------- | -- | -- | -- | --- | --- | --- |
| Francia | 5  | 5  | 0  | 433 | 307 | 10  |
| Rusia   | 5  | 4  | 1  | 432 | 301 | 9   |
| Canadá  | 5  | 3  | 2  | 326 | 313 | 8   |
| Bélgica | 5  | 2  | 3  | 382 | 383 | 7   |
| China   | 5  | 1  | 4  | 343 | 397 | 6   |
| Malí    | 5  | 0  | 5  | 242 | 457 | 5   |

| 29 de junio de 2007 | China                                | 59–87 | Francia                                          |  |  |
|                     | Parciales: 22-20, 16-29, 14-14, 7-21 |       |                                                  |  |  |
|                     | Estadísticas Huang. H 8              | Reb   | Estadísticas 24 S. Gruda 13 E. Miyem 6 C. Costaz |  |  |

| 29 de junio de 2007 | Rusia                                 | 83–56 | Canadá                             |  |  |
|                     | Parciales: 21-11, 18-13, 28-15, 16-17 |       |                                    |  |  |
|                     | Estadísticas Y. Lísina 4              | Asts  | Estadísticas 10 K. Keane 8 N. Doma |  |  |

| 29 de junio de 2007 | Malí                                                | 66–91        | Bélgica                                 |  |  |
|                     | Parciales: 15-20, 17-27, 17-26, 17-18               |              |                                         |  |  |
|                     | Estadísticas F. Bagayoko 20 M. Traore 15 D. Sacko 2 | Pts Reb Asts | Estadísticas 19 S. Leemans 2 S. Leemans |  |  |

| 30 de junio de 2007 | Francia                                | 111–45   | Malí                                                   |  |  |
|                     | Parciales: 27-12, 36-9, 24-12, 24-12   |          |                                                        |  |  |
|                     | Estadísticas L. Kamba 17 J. Barennes 5 | Pts Asts | Estadísticas 18 F. Bagayoko 13 N. Coulibaly 2 L. Maiga |  |  |

| 30 de junio de 2007 | Canadá                                | 78–54   | China                   |  |  |
|                     | Parciales: 24-13, 22-13, 11-17, 21-11 |         |                         |  |  |
|                     | Estadísticas N. Doma 18 N. Doma 15    | Pts Reb | Estadísticas 8 Huang. H |  |  |

| 30 de junio de 2007 | Bélgica                                                | 77–87        | Rusia                                                   |  |  |
|                     | Parciales: 13-23, 17-19, 24-28, 23-17                  |              |                                                         |  |  |
|                     | Estadísticas S. Leemans 25 S. Leemans 7 M. Carpréaux 6 | Pts Reb Asts | Estadísticas 23 E. Kirillova 14 Y. Lísina 4 I. Ryukhina |  |  |

| 1 de julio de 2007 | Malí                                       | 47–71   | Canadá                              |  |  |
|                    | Parciales: 11-20, 19-22, 2-16, 15-13       |         |                                     |  |  |
|                    | Estadísticas F. Bagayoko 15 N. Coulibaly 9 | Pts Reb | Estadísticas 16 K. Ross 10 L. Evans |  |  |

| 1 de julio de 2007 | Francia                                 | 91–80   | Bélgica                                                |  |  |
|                    | Parciales: 25-24, 19-19, 23-21, 24-16   |         |                                                        |  |  |
|                    | Estadísticas E. Miyem 21 I. Yacoubou 13 | Pts Reb | Estadísticas 23 S. Leemans 7 S. Leemans 3 M. Carpréaux |  |  |

| 1 de julio de 2007 | China                                 | 70–97        | Rusia                                     |  |  |
|                    | Parciales: 16-30, 9-22, 18-25, 27-20  |              |                                           |  |  |
|                    | Estadísticas Lu. L 21 Lu. L 7 Lu. L 2 | Pts Reb Asts | Estadísticas 21 E. Kirillova 12 T. Vidmer |  |  |

| 3 de julio de 2007 | Bélgica                                         | 76–70    | China                           |  |  |
|                    | Parciales: 22-20, 21-24, 19-14, 14-12           |          |                                 |  |  |
|                    | Estadísticas S. Leemans 24 Marjorie Carpréaux 7 | Pts Asts | Estadísticas 10 Zeng. M 5 Lu. L |  |  |

| 3 de julio de 2007 | Rusia                              | 94–25 | Malí                                              |  |  |
|                    | Parciales: 17-10, 29-8, 30-4, 18-3 |       |                                                   |  |  |
|                    | Estadísticas T. Vidmer 10          | Reb   | Estadísticas 7 F. Toure 9 N. Coulibaly 2 F. Toure |  |  |

| 3 de julio de 2007 | Canadá                                | 52–71    | Francia                                         |  |  |
|                    | Parciales: 13-23, 14-19, 13-18, 12-11 |          |                                                 |  |  |
|                    | Estadísticas L. Evans 9 M. Pinske 5   | Reb Asts | Estadísticas 34 S. Gruda 9 S. Gruda 4 C. Costaz |  |  |

| 4 de julio de 2007 | Canadá                                | 69–58    | Bélgica                                              |  |  |
|                    | Parciales: 15-11, 18-11, 17-14, 19-22 |          |                                                      |  |  |
|                    | Estadísticas N. Doma 13 T. Watts 2    | Pts Asts | Estadísticas 14 S. Leemans 6 L. Malfait 3 E. Lauwers |  |  |

| 4 de julio de 2007 | Malí                                                   | 59–90        | China                                    |  |  |
|                    | Parciales: 9-27, 14-24, 19-21, 17-18                   |              |                                          |  |  |
|                    | Estadísticas F. Toure 16 N. Coulibaly 11 F. Bagayoko 3 | Pts Reb Asts | Estadísticas 16 Lu. L 10 Zhen. M 5 Wu. J |  |  |

| 4 de julio de 2007 | Francia                                         | 73–71        | Rusia                                                |  |  |
|                    | Parciales: 16-22, 18-16, 20-13, 19-20           |              |                                                      |  |  |
|                    | Estadísticas S. Gruda 21 S. Gruda 11 A. Lardy 4 | Pts Reb Asts | Estadísticas 18 E. Savelyeva 11 T. Vidmer 4 T. Burik |  |  |

### Grupo B
| Equipo         | PJ | PG | PP | PF  | PC  | Pts |
| -------------- | -- | -- | -- | --- | --- | --- |
| Estados Unidos | 5  | 5  | 0  | 458 | 317 | 10  |
| Australia      | 5  | 4  | 1  | 425 | 372 | 9   |
| Hungría        | 5  | 3  | 2  | 373 | 373 | 8   |
| Brasil         | 5  | 1  | 4  | 357 | 422 | 6   |
| España         | 5  | 1  | 4  | 371 | 411 | 6   |
| Japón          | 5  | 1  | 4  | 349 | 438 | 6   |

| 29 de junio de 2007 | España                                                  | 90–86    | Brasil                                                     |  |  |
|                     | Parciales: 11-19, 15-15, 20-16, 20-16 (T.E.: 8-8, 16-12 |          |                                                            |  |  |
|                     | Estadísticas A. Cruz 30 Gómez Ferreiros 4               | Pts Asts | Estadísticas 21 I. De Andrade 10 T. Balbino 5 J. Rodrigues |  |  |

| 29 de junio de 2007 | Estados Unidos                             | 90–88   | Australia                                          |  |  |
|                     | Parciales: 19-31, 16-13, 19-26, 36-18      |         |                                                    |  |  |
|                     | Estadísticas C. Wiggins 30 C. Langhorne 16 | Pts Reb | Estadísticas 30 R. Camino 7 R. Camino 8 K. MacLeod |  |  |

| 29 de junio de 2007 | Hungría                               | 77–58    | Japón                                                  |  |  |
|                     | Parciales: 21-10, 15-15, 15-16, 26-17 |          |                                                        |  |  |
|                     | Estadísticas D. Horti 30 K. Honti 7   | Pts Asts | Estadísticas 23 A. Yoshida 7 A. Yoshida 3 S. Fujiyoshi |  |  |

| 30 de junio de 2007 | Australia                                          | 82–72        | Hungría                             |  |  |
|                     | Parciales: 25-20, 22-21, 16-18, 19-13              |              |                                     |  |  |
|                     | Estadísticas J. O'Hea 27 A. Bishop 10 K. MacLeod 6 | Pts Reb Asts | Estadísticas 21 R. Köllo 4 K. Honti |  |  |

| 30 de junio de 2007 | Japón                                                 | 90–87        | España                                                  |  |  |
|                     | Parciales: 26-21, 17-19, 29-18, 18-29                 |              |                                                         |  |  |
|                     | Estadísticas S. Fujiyoshi 22 K. Tanaka 8 A. Yoshida 4 | Pts Reb Asts | Estadísticas 19 A. Cruz 8 I. German Velasco 4 B. Marcos |  |  |

| 30 de junio de 2007 | Brasil                                        | 40–96   | Estados Unidos                          |  |  |
|                     | Parciales: 8-24, 5-30, 15-21, 12-21           |         |                                         |  |  |
|                     | Estadísticas J. Rodrigues 7 D. Brito Santos 5 | Pts Reb | Estadísticas 19 C. Langhorne 9 C .Paris |  |  |

| 1 de julio de 2007 | Japón                                                  | 72–85        | Brasil                                                         |  |  |
|                    | Parciales: 16-21, 18-18, 18-21, 20-25                  |              |                                                                |  |  |
|                    | Estadísticas R. Tsukano 15 S. Fujiyoshi 8 A. Yoshida 6 | Pts Reb Asts | Estadísticas 22 T. Balbino 13 F. Do Nascimento 5 I. De Andrade |  |  |

| 1 de julio de 2007 | Hungría                                            | 70–93        | Estados Unidos                        |  |  |
|                    | Parciales: 16-23, 20-20, 20-24, 14-26              |              |                                       |  |  |
|                    | Estadísticas A. Somogyi 16 B. Semsei 6 K. Honti 10 | Pts Reb Asts | Estadísticas 21 C. Wiggins 3 C. Paris |  |  |

| 1 de julio de 2007 | España                                   | 56–75    | Australia                                                    |  |  |
|                    | Parciales: 13-15, 15-13, 14-20, 14-27    |          |                                                              |  |  |
|                    | Estadísticas B. Marcos 13 M. Asurmendi 2 | Pts Asts | Estadísticas 23 K. MacLeod 14 C. Francis-George 5 K. MacLeod |  |  |

| 3 de julio de 2007 | Brasil                                           | 64–75    | Hungría                              |  |  |
|                    | Parciales: 19-17, 16-26, 15-18, 14-14            |          |                                      |  |  |
|                    | Estadísticas F. Do Nascimento 13 I. De Andrade 5 | Reb Asts | Estadísticas 19 K. Honti 12 D. Horti |  |  |

| 3 de julio de 2007 | Estados Unidos                                   | 81–62        | España                                                            |  |  |
|                    | Parciales: 24-9, 20-15, 15-20, 22-18             |              |                                                                   |  |  |
|                    | Estadísticas L. Harper 13 C. Paris 10 A. Waner 3 | Pts Reb Asts | Estadísticas 15 E. Royo Torres 7 V. Compan Aparisi 4 M. Asurmendi |  |  |

| 3 de julio de 2007 | Australia                                             | 91–72        | Japón                                               |  |  |
|                    | Parciales: 23-21, 22-16, 25-22, 21-13                 |              |                                                     |  |  |
|                    | Estadísticas E. Penaluna 18 A. Bishop 15 K. MacLeod 8 | Pts Reb Asts | Estadísticas 13 S. Uchida 7 A. Yoshida 7 A. Yoshida |  |  |

| 4 de julio de 2007 | Australia                                           | 89–82        | Brasil                                                            |  |  |
|                    | Parciales: 17-18, 18-16, 22-27, 32-21               |              |                                                                   |  |  |
|                    | Estadísticas R. Camino 24 A. Bishop 12 K. MacLeod 5 | Pts Reb Asts | Estadísticas 26 F. Do Nascimento 7 F. Do Nascimento 3 I. Da Silva |  |  |

| 4 de julio de 2007 | Japón                                   | 57–98    | Estados Unidos               |  |  |
|                    | Parciales: 15-24, 17-18, 11-28, 14-28   |          |                              |  |  |
|                    | Estadísticas N. Hayashi 12 A. Yoshida 3 | Pts Asts | Estadísticas 18 C. Langhorne |  |  |

| 4 de julio de 2007 | España                                           | 76–79   | Hungría                              |  |  |
|                    | Parciales: 16-12, 10-19, 15-21, 29-18 (T.E.: 6-9 |         |                                      |  |  |
|                    | Estadísticas B. Marcos 17 A. Cruz 6              | Pts Reb | Estadísticas 22 D. Horti 12 D. Horti |  |  |

## Fase final

### Del 9.º al 11.º
| 6 de julio de 2007 | China                               | 62–74   | Japón                                               |  |  |
|                    | Parciales: 21-19, 19-8, 7-23, 15-24 |         |                                                     |  |  |
|                    | Estadísticas Zeng. M 10 Zeng. M 8   | Pts Reb | Estadísticas 23 A. Yoshida 9 K. Tanaka 4 A. Yoshida |  |  |

| 6 de julio de 2007 | España                                 | 75–48   | Malí                                                       |  |  |
|                    | Parciales: 25-16, 15-14, 23-5, 12-13   |         |                                                            |  |  |
|                    | Estadísticas B. Marcos 18 M. García 10 | Pts Reb | Estadísticas 13 N.Coulibaly 19 N. Coulibaly 2 N. Coulibaly |  |  |

### Decimoprimer Puesto
| 7 de julio de 2007 | China                                  | 73–46        | Malí                                        |  |  |
|                    | Parciales: 18-9, 24-2, 11-14, 20-21    |              |                                             |  |  |
|                    | Estadísticas Lu. L 12 Liu. Y 8 Wu. J 6 | Pts Reb Asts | Estadísticas 18 F. Bagayoko 14 N. Coulibaly |  |  |

### Noveno puesto
| 7 de julio de 2007 | Japón                                                 | 70–80        | España                                                  |  |  |
|                    | Parciales: 20-17, 10-22, 17-21, 23-20                 |              |                                                         |  |  |
|                    | Estadísticas A. Yoshida 31 A. Yoshida 12 A. Yoshida 2 | Pts Reb Asts | Estadísticas 22 B. Marcos 6 L. Gimeno Melendo 4 A. Cruz |  |  |

### Cuartos de final
| 6 de julio de 2007 | Australia                                           | 98–57        | Canadá                                           |  |  |
|                    | Parciales: 19-15, 20-17, 37-12, 22-13               |              |                                                  |  |  |
|                    | Estadísticas C. Perera 16 C. George 10 K. MacLeod 5 | Pts Reb Asts | Estadísticas 12 K. Riverin 7 N. Doma 2 A. Tatham |  |  |

| 6 de julio de 2007 | Francia                                                | 85–68        | Brasil                                       |  |  |
|                    | Parciales: 26-20, 17-19, 27-10, 15-19                  |              |                                              |  |  |
|                    | Estadísticas S. Gruda 22 S. Gruda 11 S. Gruszczynski 4 | Pts Reb Asts | Estadísticas 20 I. De Andrade 9 J. Rodrigues |  |  |

| 6 de julio de 2007 | Rusia                                              | 71–55        | Hungría                                           |  |  |
|                    | Parciales: 13-21, 21-10, 18-18, 19-6               |              |                                                   |  |  |
|                    | Estadísticas Y. Lísina 19 T. Vidmer 11 T. Vidmer 5 | Pts Reb Asts | Estadísticas 15 A. Somogyi 7 D. Horti 6 B. Semsei |  |  |

| 6 de julio de 2007 | Estados Unidos                        | 104–53  | Bélgica                                   |  |  |
|                    | Parciales: 23-18, 27-9, 25-12, 29-14  |         |                                           |  |  |
|                    | Estadísticas C. Paris 18 K. Vaughn 11 | Pts Reb | Estadísticas 16 S. Leemans 2 M. Carpréaux |  |  |

### Del 5.º al 8.º puesto
| 7 de julio de 2007 | Canadá                                           | 74–69        | Brasil                                                        |  |  |
|                    | Parciales: 15-21, 22-18, 14-16, 23-14            |              |                                                               |  |  |
|                    | Estadísticas K. Keane 26 M. Ayim 14 K. Riverin 3 | Pts Reb Asts | Estadísticas 15 J. Rodrigues 9 F. Do Nascimento 3 D. Daleaste |  |  |

| 7 de julio de 2007 | Hungría                                          | 64–73        | Bélgica                                                   |  |  |
|                    | Parciales: 20-12, 15-22, 20-12, 9-27             |              |                                                           |  |  |
|                    | Estadísticas D. Horti 15 D. Horti 17 B. Semsei 4 | Pts Reb Asts | Estadísticas 27 S. Leemans 10 S. Hendrickx 9 M. Carpréaux |  |  |

### Séptimo puesto
| 8 de julio de 2007 | Brasil                                                              | 67–75        | Hungría                              |  |  |
|                    | Parciales: 17-24, 9-15, 19-12, 22-24                                |              |                                      |  |  |
|                    | Estadísticas 21 F. Do Nascimento 18 F. Do Nascimento 7 J. Rodrigues | Pts Reb Asts | Estadísticas 28 B. Semsei 9 D. Horti |  |  |

### Quinto puesto
| 8 de julio de 2007 | Canadá                               | 67–72   | Bélgica                                                    |  |  |
|                    | Parciales: 19-15, 8-16, 20-14, 20-27 |         |                                                            |  |  |
|                    | Estadísticas K. Keane 22 N. Doma 8   | Pts Reb | Estadísticas 19 S. Hendrickx 12 S. Leemans 10 M. Carpréaux |  |  |

### Semifinales
| 7 de julio de 2007 | Rusia                                             | 61–86        | Estados Unidos                             |  |  |
|                    | Parciales: 19-18, 6-22, 18-29, 18-17              |              |                                            |  |  |
|                    | Estadísticas Y. Lísina 10 T. Vidmer 8 T. Vidmer 4 | Pts Reb Asts | Estadísticas 27 C. Wiggins 10 C. Langhorne |  |  |

| 7 de julio de 2007 | Australia                                                  | 88–81        | Francia                 |  |  |
|                    | Parciales: 25-14, 9-23, 27-22, 27-22                       |              |                         |  |  |
|                    | Estadísticas J. O'Hea 21 C. Francis-George 12 K. MacLeod 8 | Pts Reb Asts | Estadísticas 28 S.Gruda |  |  |

### Tercer puesto
| 8 de julio de 2007 | Francia                                    | 67–61   | Rusia                                  |  |  |
|                    | Parciales: 25-10, 14-21, 22-8, 6-22        |         |                                        |  |  |
|                    | Estadísticas I. Yacoubou 14 I. Yacoubou 13 | Pts Reb | Estadísticas 15 Y. Lísina 11 T. Vidmer |  |  |

### Final
| 8 de julio de 2007 | Australia                                        | 73–96        | Estados Unidos                                          |  |  |
|                    | Parciales: 21-32, 19-23, 16-20, 17-21            |              |                                                         |  |  |
|                    | Estadísticas J. O'Hea 23 J. O'Hea 8 K. MacLeod 5 | Pts Reb Asts | Estadísticas 23 C. Langhorne 14 C. Langhorne 4 C. Paris |  |  |

| Bandera de Estados Unidos |
| Campeón Estados Unidos    |
| Segundo título            |